# Broadway-Flushing
Broadway-Flushing est une section du quartier de Flushing, dans l'arrondissement du Queens à New York.

## Situation
C'est un quartier résidentiel, situé entre les 155e et 170e rues, construit à partir de 1906.
Dans la partie ouest s'étend un parc de 45 000 m2, le Bowne Park, ancienne résidence d'été de Walter Bowne, maire de New York entre 1828 et 1832.

## Histoire
Initialement, cette zone a été développée en 1906 par la Rickert-Finlay Realty Company, une importante société de développement immobilier qui a également développé Bellcourt (1904) à Bayside, Douglas Manor (1906) et Westmoreland (1907) à Little Neck. Avant son développement en tant que zone résidentielle, le terrain au nord de Northern Boulevard (anciennement connu sous le nom de Broadway) était le site de plusieurs fermes et de grandes propriétés, dont le domaine de Walter Bowne, l'ancien maire de New York.